# Echimys
Genre
Echimys est un genre de rongeurs de la famille des Echimyidae qui comprend des espèces de rats épineux d'Amérique latine.
Ce genre a été décrit pour la première fois en 1809 par l'anatomiste français Georges Cuvier (1769-1832).
Synonymes :
- Echinomys Wagner, 1840
- Loncheres Illiger, 1811
- Nelomys Jourdan, 1837

## Liste des espèces
La taxinomie de ses espèces est en révision en 2005 : Louise Emmons retient seulement deux espèces dans ce genre, E. chrysurus et E. saturnus. Les autres espèces sont désormais réparties de préférence dans les genres voisins Phyllomys, Makalata, Callistomys ou Pattonomys.

Selon Mammal Species of the World (version 3, 2005)  (20 novembre 2013), ITIS (20 novembre 2013) :
- Echimys chrysurus (Zimmermann, 1780) - le Rat épineux à tête blanche[4]
- Echimys saturnus Thomas, 1928
- Echimys semivillosus (I. Geoffroy Saint-Hilaire, 1838) - Déplacé dans le genre Pattonomys Emmons, 2005[5]

Selon Paleobiology Database (21 septembre 2012) :
- Echimys chrysurus
- Echimys grandis
- Echimys paleaceus
- Echimys saturnus
- Echimys vieirai

Selon Catalogue of Life (20 novembre 2013) :
- Echimys blainvillei - voir Phyllomys blainvillii
- Echimys braziliensis - voir Phyllomys brasiliensis
- Echimys chrysurus
- Echimys dasythrix - voir Phyllomys dasythrix
- Echimys grandis - voir Makalata grandis
- Echimys lamarum - voir Phyllomys lamarum
- Echimys macrurus -  voir Makalata macrura, le Rat épineux à longue queue[4]
- Echimys nigrispinus - voir Phyllomys nigrispinus
- Echimys pictus - voir Callistomys pictus
- Echimys rhipidurus - voir Makalata rhipidura
- Echimys saturnus
- Echimys semivillosus - voir Pattonomys semivillosus
- Echimys thomasi - voir Phyllomys thomasi
- Echimys unicolor - voir Phyllomys unicolor